# 鎌田大地
鎌田大地（日语：／ Kamada Daichi，1996年8月5日—），日本足球運動員，現效力於英超球隊水晶宫，日本國家足球隊成員。

## 早期經歷
2009年，在小学六年级时，鎌田大地曾随爱媛县当地的一家少年足球俱乐部获得全国少年足球大会的冠军。
2010年，进入中学时代的鎌田大地加入大阪飛腳青少年队，但在球队中并非是主力球员，又因初三时腰部受伤，因此没能顺利进入大阪飛腳青年队。
2012年，鎌田大地因未能通过升级考核无缘大阪飛腳青年队，被大阪飛腳青训体系淘汰，从而加盟京都的东山高中，由俱乐部青训体系进入高中青训体系。
2013年，作为东山高中的队长和主力前锋，鎌田大地在高元宫杯王子联赛关西赛区18场比赛共打入22粒进球，帮助球队顺利晋级高元宫杯超级联赛西部赛区。
2014年，虽然东山高校最终以最后一名的成绩从高元宫杯超级联赛西部赛区降级，但是鎌田大地依然有10粒进球入账，表现不俗。在高中毕业之际，日职联赛的多个球队给鎌田大地发出了试训的邀请，包括了其原先参加过青训的飛腳。但参加完一次试训过后，这些俱乐部便杳无音信，只有鸟栖砂岩在鎌田大地参加完一次试训后不断联系鎌田大地参加多次试训并邀请他参观鸟栖砂岩的比赛。

## 俱樂部生涯

### 鸟栖砂岩
2015年，年仅18岁的鎌田大地正式加盟日职联赛的鸟栖砂岩。在鸟栖砂岩时任主教练森下仁志的改造下，鎌田大地逐渐由高校时代的前锋位置转变为前腰位置。
5月10日，在日职联赛鸟栖砂岩主场对战松本山雅的比赛中，替补出场的鎌田大地在禁区外凌空远射打入联赛的处子球，帮助鸟栖砂岩扳平比分，这也是鎌田大地的日职联赛首秀。
5月16日，在日职联赛鸟栖砂岩客场对战名古屋鲸鱼的比赛中，替补出场的鎌田大地又送出一记直塞在最后时刻帮助丰田阳平绝杀名古屋鲸鱼。在2015年赛季中，鎌田大地在日职联赛共出场21次，打入3粒进球并贡献3个助攻。
2016年，在前FC東京主帅马西莫·菲卡登蒂担任鸟栖砂岩主教练后，鎌田大地被正式确立为球队中场的进攻核心。6月18日，在鸟栖砂岩主场对阵大阪飛腳的比赛中，面对日本國家队守門員东口顺昭，鎌田大地下半场梅开二度，帮助球队逆转取胜。10月22日，在鸟栖砂岩客场对战柏雷素爾的比赛中，面对日本國家队守門員中村航辅，鎌田大地又一次梅开二度，帮助球队取胜。
2017年，鎌田大地开始担任左边前卫的位置。5月7日，在日职联赛鸟栖砂岩主场对阵横滨水手的比赛中，鎌田大地在前场抢断扇原贵宏的球后反击破门，帮助鸟栖砂岩以1-0的比分战胜横滨水手。

### 法兰克福
2017年6月29日，鎌田大地由鸟栖砂岩转会至德甲联赛的法兰克福足球俱乐部，并于法兰克福签约至2021年6月30日。
8月20日，在德甲联赛开幕战法兰克福对阵弗赖堡足球俱乐部的比赛中，鎌田大地首发出场并出场67分钟，完成了自己德甲联赛的首秀。
9月25日，在德甲联赛第6轮法兰克福客场对阵RB萊比锡的比赛中，鎌田大地首发出场并在比赛第56分钟换下，未能取得进球，最终莱比锡红牛2-1战胜法兰克福。

### 圣图尔登
2018年9月1日，鎌田大地被德甲球隊法兰克福租借至比甲球隊聖图尔登，租期为一年。
2018年9月16日，在比甲联赛第7轮圣图尔登客场对阵皇家根特的比赛中，鎌田大地在比赛第60分钟替补登场，在完成自己比甲联赛首秀的同时也打入了自己的比甲处子球，帮助圣图尔登2-1战胜根特。
2018年9月22日，在比甲联赛第8轮圣图尔登主场对阵皇家安特卫普的比赛中，鎌田大地在比赛第76分钟替补登场并打入1粒进球，帮助圣图尔登2-0击败安特卫普。

### 法兰克福
欧联杯比赛中，法兰克福2-1逆转阿森纳获胜，镰田大地在比赛中踢入两球，表现出色。
2020年2月21日，欧联32強首回合法兰克福以4-1大胜萨尔茨堡红牛，日本球员鎌田大地上演了帽子戏法。据Opta统计，鎌田大地是第二位在欧联上演帽子戏法的日本球员。
2020年5月27日，德甲第28轮的一场比赛，法兰克福主场3-3战平弗赖堡。本场比赛中，效力于法兰克福的日本中场鎌田大地取得自己的德甲处子球。
2022年5月18日，法兰克福於2021–22年歐洲聯賽決賽對上格拉斯哥流浪者以十二碼大戰獲勝，鎌田大地隨隊贏得歐霸盃冠軍，與前輩長谷部誠成為第二、三位揚威歐洲賽的日本球員。
在欧冠法兰克福客场对阵热刺的比赛中，鎌田大地打进了他个人在欧冠赛场上的第一个进球。

### 拉素
2023年8月3日，意甲俱乐部拉素宣布鎌田大地抵达罗马，他与法兰克福的合同没有续签，据报道，这是一份为期两年的合同。第二天，他正式加入拉素俱乐部，並等待意大利入境签证。9月2日，他在客场2-1战胜拿坡里的比赛中打进了他的第一个进球。

### 水晶宮
2024年7月1日，英超俱乐部晶宮宣布鎌田大地自由身來投，簽約2年。

## 國家隊生涯
2016年5月13日，鎌田大地入选了手仓森诚执教的日本23歲以下足球代表队，并随队征战了土伦盃的比赛。5月26日，在土伦盃小组赛B组第3轮日本U23足球代表隊对阵几内亚U-23足球代表队的比赛中，鎌田大地贡献1助攻，帮助球队2-1的比分战胜几内亚U-23足球代表队。
凭借征战比甲期间的出色表现，鎌田大地入选了日本国家足球队。在2019年3月22日与哥伦比亚的友谊赛中，替补南野拓实上场完成国家队处子秀。在2019年10月10日与蒙古的世预赛亚洲区40强赛中，镰田大地收获了自己的国家队处子球。

## 榮譽

### 球會
法蘭克福
- 德國足協盃冠軍：2017-18
- 歐霸盃冠軍：2021-22[7]

水晶宫
- 英格兰足总杯冠軍：2024–25[12]
- 英格蘭社區盾冠軍：2025[13]

## 外部連結
- Soccerway資料庫：鎌田大地
- 日本職業足球聯賽中的鎌田大地 （日語）
- Profile at Sagan Tosu
- 鎌田大地在 National-Football-Teams.com 上的出场纪录